# Glenea vittifera
Glenea vittifera là một loài bọ cánh cứng trong họ Cerambycidae.